# Lost Cause (canção)
"Lost Cause" é uma canção da cantora estadunidense Billie Eilish, gravada para seu segundo álbum de estúdio Happier Than Ever (2021). Foi escrita por Eilish com seu irmão Finneas O'Connell, que também produziu a faixa. Foi lançada como quarto single do álbum em 2 de junho de 2021 pela Darkroom e Interscope Records.

## Antecedentes
Em 28 de maio de 2021, a cantora norte-americana Billie Eilish compartilhou um vídeo silencioso de cinco segundos dela mesma no Instagram. Ela escreveu na legenda: "Nova canção na próxima semana". O irmão de Eilish, o cantor e produtor americano Finneas O'Connell, também confirmou o lançamento, postando em sua conta no Twitter, "Nova canção da billie em breve". Em 31 de maio de 2021, Eilish publicou no Instagram diferentes fotos de si mesma e uma de uma roda de carro com a legenda: "Nada além de uma causa perdida". Em 1 de junho de 2021, a cantora anunciou nas redes sociais que "Lost Cause" seria lançada em 2 de junho de 2021, e que seria a quinta música de seu segundo álbum de estúdio, Happier Than Ever (2021). Junto com o mesmo anúncio, Eilish revelou que o videoclipe da canção seria lançado no mesmo dia.

## Composição
"Lost Cause" é uma canção mid-tempo de trip hop que consiste em instrumentação minimalista inspirada no jazz. De acordo com Madison Vain, da Esquire, a canção é repleta de "guitarra acústica", e observou a letra: "Eu sei que você se acha um fora da lei" são uma "ligação direta" para seu single número um de 2019, "Bad Guy". Ethan Shanfeld, da Variety, disse que Eilish "canta sobre uma linha de baixo furtiva e uma batida de bateria descontraída".